# Daštavan
Daštavan (in armeno Դաշտավան?, conosciuto anche come Dashtavan) è un comune dell'Armenia di 2 016 abitanti (2008) della provincia di Ararat.